# Joel Casamayor
Joel Casamayor Johnson, przydomek bokserski El Cepillo (ur. 12 lipca 1971 w Guantánamo) – kubański bokser zawodowy; trzykrotny mistrz świata w dwóch kategoriach wagowych; złoty medalista igrzysk olimpijskich w Barcelonie.

## Kariera amatorska
Jego bilans walk amatorskich to 363 zwycięstw i 30 porażek.
W boskie amatorskim walczył w wadze koguciej (do 54 kilogramów). Oprócz olimpijskiego złota ma na swoim koncie srebrny medal mistrzostw świata z Tampere w roku 1993 i mistrzostwo świata juniorów z 1989 roku.
Walki olimpijskie 1992 Barcelona (waga kogucia)
1. Pokonał Venkatesana Devarajana (Indie) na punkty.
2. Pokonał Riadha Klaaia (Tunezja) na punkty.
3. Pokonał Roberto Jalnaiza (Filipiny) nokaut 1 runda.
4. Pokonał Muhammada Aszika (Maroko) techniczny nokaut 1 runda.
5. Pokonał Wayne’a McCullougha (Irlandia) na punkty.

## Kariera zawodowa
Joel Casamayor karierę zawodową rozpoczął 20 września 1996 pokonując przeciętnego Davida Chamendisa. Po stoczeniu kilkunastu walk i pokonaniu m.in. byłego mistrza WBA w wadze super koguciej Julio Gervacio (30-7-2 23 KO) dostał szansę zawalczenia o tytuł NABF.
W 1999 walczył o pas WBA World Interim (tytuł tymczasowy) pokonując Antonio Hernandeza 53-24 (41 KO). Po kilku obronach tytułu Casamayor chciał dołożyć do pasa WBA Pas WBO, a jego przeciwnikiem był niepokonany wtedy Acelino Freitas(38-2 32 KO). Po ciekawym i zaciętym pojedynku zwyciężył Freitas zostając posiadaczem obu pasów federacji WBA i WBO w wadze super piórkowej.
W 2003 przeciwnikami Casamayora byli Diego Corrales oraz Nate Campbell. W 2004 odbył się rewanż Corralesa z Casamayorem; wygrał ten pierwszy niejednogłośną decyzją sędziów, wynik walki był kontrowersyjny.
Po nieudanej próbie odzyskaniu tytułu „El Cepillo” przeszedł do kategorii lekkiej, gdzie w 2. walce otrzymał propozycję walki o pas WBC w kategorii lekkiej. Casamayor przegrał niejednogłośną decyzją sędziów.
W 2006 odbudował się i pokonał przez niejednogłośną decyzję Diego Corralesa (była to ich 3. walka) i zdobył tytuł WBC w kategorii lekkiej.
W 2008 niespodziewanie wygrał z dobrze rokującym prospektem Michaelem Katsidisem zdobywając tytuł WBO Interim. W następnej walce jego przeciwnikiem była gwiazda i król wagi lekkiej Juan Manuel Márquez. Casamayor przegrał przez TKO w 11 starciu. W chwili przerwania walki, na kartach punktowych widniał remis 95:95 95:95 oraz 97:93 dla Marqueza. W 2011 walczył o tytuł WBO, a jego przeciwnikiem był posiadacz tytułu Timothy Bradley. W tej walce Joel leżał na deskach trzy razy.